# Jeanne d'Aragon (1375-1407)
Pour les articles homonymes, voir Jeanne d'Aragon.
Jeanne d'Aragon (octobre 1375 - septembre 1407) est le seul enfant survivant de l'union de Jean Ier d'Aragon et de sa première épouse Marthe d'Armagnac. Elle est de naissance membre de la maison de Barcelone et comtesse de Foix par son mariage avec Mathieu de Foix-Castelbon.

## Biographie
Jeanne, née à Daroca, est la deuxième des cinq enfants nés du premier mariage de son père. Avec sa deuxième épouse Yolande de Bar, Jean Ier d'Aragon a une seule fille survivante, Yolande d'Aragon.
Le 4 juin 1392, Jeanne épouse Mathieu de Foix-Castelbon, le fils de Roger-Bernard IV, vicomte de Castelbon, et son cousin au quatrième degré, tous deux descendants de Pierre III d'Aragon. Ils restent mariés pendant six ans, mais ils n’ont pas eu d’enfants.
En 1396, le roi Jean meurt. C'est son frère, Martin Ier d'Aragon, qui lui succède. Cependant, les nobles siciliens provoquent des troubles et Martin est retenu en Sicile. Entre-temps, son épouse, Maria de Luna, réclame le trône en son nom et le représente jusqu'à son arrivée en 1397. Son retard a ouvert la voie à des troubles et des querelles en Aragon. Ses droits au trône sont en effet contestés par Mathieu et Jeanne. Cependant, Martin réussit à écraser les troupes du couple .
Sa demi-sœur cadette, Yolande, réclame elle aussi le trône avec le soutien de sa mère, bien que Jeanne soit toujours en vie. Elle a également échoué mais elle épouse Louis II d'Anjou et a des enfants qui ont tous contesté les droits de Martin sur le trône .
Jeanne, qui n'a pas réussi à devenir reine d'Aragon, meurt sans enfant à Valence en septembre 1407. Après la mort de Martin, Yolande tente de nouveau de revendiquer l'Aragon mais sans succès.